# Oldřichov v Hájích
Oldřichov v Hájích è un comune della Repubblica Ceca facente parte del distretto di Liberec, nella regione omonima.